# 莱文伯格-马夸特方法
莱文伯格-马夸特方法（英語：Levenberg–Marquardt algorithm）能提供數非線性最小化（局部最小）的數值解。此演算法能藉由執行時修改參數達到結合高斯-牛顿算法以及梯度下降法的優點，並對兩者之不足作改善（比如高斯-牛顿算法之反矩陣不存在或是初始值離局部極小值太遠）。

## 問題描述
假設 {\displaystyle f} 是一個從 {\displaystyle \Re ^{m}\rightarrow \Re ^{n}} 的非线性映射，也就是說 {\displaystyle \mathbf {P} \in \Re ^{m}} 且 {\displaystyle \mathbf {X} \in \Re ^{n}}, 那麼:
{\displaystyle f(\mathbf {P} )=\mathbf {X} }
而我們的目的就是希望任意給定一個 {\displaystyle \mathbf {x} } 以及合理的初始值 {\displaystyle \mathbf {p} _{0}}，我們能找到一個 {\displaystyle \mathbf {p} ^{+}}，使得 {\displaystyle \mathbf {\epsilon } ^{T}\mathbf {\epsilon } } 盡量小（局部極小），其中 {\displaystyle \mathbf {\epsilon } =f(\mathbf {p} ^{+})-\mathbf {x} }。

## 解法
像大多數最小化的方法一樣，這是一個迭代的方法。首先根據泰勒展开式我們能把 {\displaystyle f(\mathbf {p} +\mathbf {\delta _{p}} )} 寫為下面的近似，這有兩個好處：第一是線性、第二是只需要一階微分。

{\displaystyle f(\mathbf {p} +\mathbf {\delta _{p}} )\approx f(\mathbf {p} )+\mathbf {J\delta _{p}} }

其中{\displaystyle \mathbf {J} }是{\displaystyle f}的雅可比矩阵。對於每次的迭代我們這麼作：假設這次 iteration 的點是 {\displaystyle \mathbf {p} _{k}}，我們要找到一個 {\displaystyle \mathbf {\delta } _{\mathbf {p} ,k}} 讓 {\displaystyle |\mathbf {x} -f(\mathbf {p} _{k}+\mathbf {\delta } _{\mathbf {p} ,k})|\approx |\mathbf {x} -f(\mathbf {p} _{k})-\mathbf {J\mathbf {\delta } _{\mathbf {p} ,k}} |=|\mathbf {\epsilon } _{k}-\mathbf {J\mathbf {\delta } _{\mathbf {p} ,k}} |} 最小。
根據投影公式我們知道當下面式子被滿足的時候能有最小誤差：

{\displaystyle (\mathbf {J} ^{T}\mathbf {J} )\mathbf {\delta _{\mathbf {p} ,k}} =\mathbf {J} ^{T}\mathbf {\epsilon } _{k}}

我們將這個公式略加修改得到：

{\displaystyle [\mu \mathbf {I} +(\mathbf {J} ^{T}\mathbf {J} )]\mathbf {\delta _{\mathbf {p} ,k}} =\mathbf {J} ^{T}\mathbf {\epsilon } _{k}}

就是莱文伯格-马夸特方法。如此一來 {\displaystyle \mu } 大的時候這種算法會接近最速下降法，小的時候會接近高斯-牛顿方法。為了確保每次 {\displaystyle \mathbf {\epsilon } } 長度的減少，我們這麼作：先採用一個小的 {\displaystyle \mu }，如果 {\displaystyle \mathbf {\epsilon } } 長度變大就增加 {\displaystyle \mu }。
這個演算法當以下某些條件達到時結束迭代：
1. 如果發現 {\displaystyle \mathbf {\epsilon } } 長度變化小於特定的給定值就結束。
2. 發現 {\displaystyle \mathbf {\delta _{p}} } 變化小於特定的給定值就結束。
3. 到達了迭代的上限設定就結束。